# Список птахів Сент-Вінсенту і Гренадин
Це перелік видів птахів, зафіксованих на території Сент-Вінсенту і Гренадин. Авіфауна Сент-Вінсенту і Гренадин налічує загалом 190 видів, з яких 2 види є ендемічними, 4 були інтродуковані людьми, а 113 видів є рідкісними або випадковими. 6 видів перебувають під загрозою глобального зникнення, один вид є, імовірно, вимерлим.

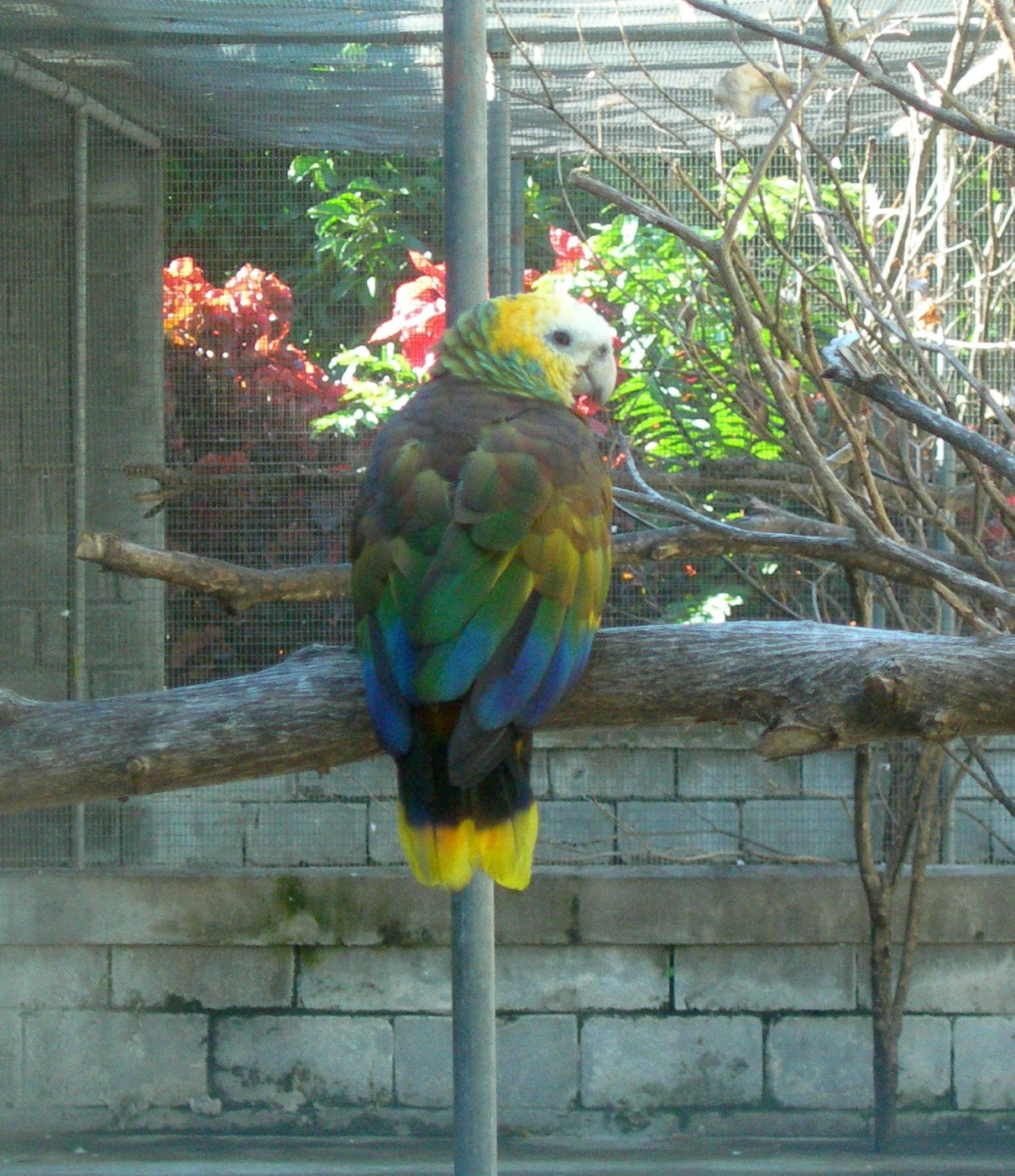
Амазон королівський є національним птахом Сент-Вінсенту і Гренадин

## Позначки
Наступні теги використані для виділення деяких категорій птахів.
- (А) Випадковий — вид, який рідко або випадково трапляється в Сент-Вінсенті і Гренадинах
- (E) Ендемічий — вид, який є ендеміком Сент-Вінсенту і Гренадин
- (I) Інтродукований — вид, інтродукований в Сент-Вінсенті і Гренадинах

## Гусеподібні(Anseriformes)
Родина: Качкові (Anatidae)
- Свистач червонодзьобий, Dendrocygna autumnalis (A)
- Свистач кубинський, Dendrocygna arborea (A)
- Свистач рудий, Dendrocygna bicolor (A)
- Чирянка блакитнокрила, Spatula discors (A)
- Широконіска північна, Spatula clypeata (A)
- Свищ американський, Mareca americana
- Крижень звичайний, Anas platyrhynchos (A)
- Шилохвіст північний, Anas acuta (A)
- Чирянка американська, Anas crecca
- Чернь канадська, Aythya collaris
- Чернь американська, Aythya affinis
- Савка маскова, Nomonyx dominicus
- Савка американська, Oxyura jamaicensis (A)

## Куроподібні(Galliformes)
Родина: Краксові (Cracidae)
- Чачалака рудогуза, Ortalis ruficauda (A)

Родина: Фазанові (Phasianidae)
- Курка банківська, Gallus gallus (I)

## Фламінгоподібні(Phoenicopteriformes)
Родина: Фламінгові (Phoenicopteridae)
- Фламінго червоний, Phoenicopterus ruber (A)

## Пірникозоподібні(Podicipediformes)
Родина: Пірникозові (Podicipedidae)
- Пірникоза рябодзьоба, Podilymbus podiceps (A)

## Голубоподібні(Columbiformes)
Родина: Голубові (Columbidae)
- Голуб сизий, Columba livia (I)
- Голуб пурпуровошиїй, Patagioenas squamosa
- Голуб карибський, Patagioenas leucocephala (A)
- Горлиця садова, Streptopelia decaocto (I)
- Талпакоті строкатоголовий, Columbina passerina
- Голубок бурий, Geotrygon montana
- Голубок білощокий, Geotrygon mystacea (A)
- Zenaida aurita
- Zenaida auriculata

## Зозулеподібні(Cuculiformes)
Родина: Зозулеві (Cuculidae)
- Ані товстодзьобий, Crotophaga ani
- Кукліло північний, Coccyzus americanus (A)
- Кукліло мангровий, Coccyzus minor

## Серпокрильцеподібні(Apodiformes)
Родина: Серпокрильцеві (Apodidae)
- Свіфт західний, Cypseloides niger (A)
- Свіфт болівійський, Streptoprocne zonaris
- Голкохвіст сірогузий, Chaetura cinereiventris (A)
- Голкохвіст антильський, Chaetura martinica
- Голкохвіст вохристогузий, Chaetura brachyura

Родина: Колібрієві (Trochilidae)
- Колібрі аметистовогорлий, Eulampis jugularis
- Колібрі карибський, Eulampis holosericeus
- Колібрі чубатий, Orthorhyncus cristatus

## Журавлеподібні(Gruiformes)
Родина: Пастушкові (Rallidae)
- Погонич каролінський, Porzana carolina (A)
- Курочка латиноамериканська, Gallinula galeata
- Лиска американська, Fulica americana (A)
- Султанка американська, Porphyrio martinica (A)

## Сивкоподібні(Charadriiformes)
Родина: Чоботарові (Recurvirostridae)
- Himantopus mexicanus (A)

Родина: Куликосорокові (Haematopodidae)
- Кулик-сорока американський, Haematopus palliatus

Родина: Сивкові (Charadriidae)
- Чайка чилійська, Vanellus chilensis (A)
- Сивка морська, Pluvialis squatarola
- Сивка американська, Pluvialis dominica (A)
- Пісочник крикливий, Charadrius vociferus (A)
- Пісочник канадський, Charadrius semipalmatus (A)
- Пісочник довгодзьобий, Charadrius wilsonia
- Пісочник пампасовий, Charadrius collaris
- Пісочник американський, Charadrius nivosus (A)

Родина: Баранцеві (Scolopacidae)
- Бартрамія, Bartramia longicauda (A)
- Numenius phaeopus
- Numenius borealis (A) (імовірно вимерлий)
- Грицик малий, Limosa lapponica (A)
- Побережник довгоногий, Calidris himantopus (A)
- Грицик чорнохвостий, Limosa fedoa (A)
- Крем'яшник звичайний, Arenaria interpres (A)
- Побережник ісландський, Calidris canutus
- Брижач, Calidris pugnax (A)
- Побережник довгоногий, Calidris himantopus (A)
- Побережник червоногрудий, Calidris ferruginea (A)
- Побережник білий, Calidris alba (A)
- Побережник канадський, Calidris bairdii (A)
- Побережник-крихітка, Calidris minutilla (A)
- Побережник білогрудий, Calidris fuscicollis (A)
- Жовтоволик, Calidris subruficollis (A)
- Побережник арктичний, Calidris melanotos (A)
- Побережник тундровий, Calidris pusilla (A)
- Побережник аляскинський, Calidris mauri (A)
- Неголь короткодзьобий, Limnodromus griseus (A)
- Баранець американський, Gallinago delicata (A)
- Набережник плямистий, Actitis macularia (A)
- Коловодник малий, Tringa solitaria (A)
- Коловодник жовтоногий, Tringa flavipes (A)
- Коловодник американський, Tringa semipalmata (A)
- Коловодник строкатий, Tringa melanoleuca (A)

Родина: Поморникові (Stercorariidae)
- Поморник середній, Stercorarius pomarinus (A)
- Поморник короткохвостий, Stercorarius parasiticus  (A)

Родина: Мартинові (Laridae)
- Мартин звичайний, Chroicocephalus ridibundus
- Leucophaeus atricilla
- Мартин делаверський, Larus delawarensis (A)
- Larus argentatus
- Мартин чорнокрилий, Larus fuscus (A)
- Крячок бурий, Anous stolidus
- Крячок строкатий, Onychoprion fuscata (A)
- Крячок бурокрилий, Onychoprion anaethetus (A)
- Крячок карибський, Sternula antillarum (A)
- Крячок чорнодзьобий, Gelochelidon nilotica (A)
- Крячок чорний, Chlidonias niger (A)
- Крячок рожевий, Sterna dougallii (A)
- Крячок річковий, Sterna hirundo (A)
- Крячок неоарктичний, Sterna forsteri (A)
- Крячок королівський, Thalasseus maxima
- Крячок рябодзьобий, Thalasseus sandvicensis (A)

## Фаетоноподібні(Phaethontiformes)
Родина: Фаетонові (Phaethontidae)
- Фаетон білохвостий, Phaethon lepturus (A)
- Фаетон червонодзьобий, Phaethon aethereus (A)

## Буревісникоподібні(Procellariiformes)
Родина: Океанникові (Oceanitidae)
- Океанник Вільсона, Oceanites oceanicus (A)

Родина: Буревісникові (Procellariidae)
- Тайфунник кубинський, Pterodroma hasitata (A)
- Calonectris diomedea (A)
- Буревісник сивий, Ardenna grisea (A)
- Буревісник великий, Ardenna gravis (A)
- Буревісник малий, Puffinus puffinus (A)
- Буревісник екваторіальний, Puffinus lherminieri (A)

## Сулоподібні(Suliformes)
Родина: Фрегатові (Fregatidae)
- Фрегат карибський, Fregata magnificens

Родина: Сулові (Sulidae)
- Сула жовтодзьоба, Sula dactylatra (A)
- Сула білочерева, Sula leucogaster
- Сула червононога, Sula sula

Родина: Бакланові (Phalacrocoracidae)
- Баклан бразильський, Nannopterum brasilianum

## Пеліканоподібні(Pelecaniformes)
Родина: Пеліканові (Pelecanidae)
- Пелікан бурий, Pelecanus occidentalis (A)

Родина: Чаплеві (Ardeidae)
- Чапля північна, Ardea herodias (A)
- Чапля сіра, Ardea cinerea (A)
- Кокої, Ardea cocoi (A)
- Чепура велика, Ardea alba
- Чепура мала, Egretta garzetta (A)
- Чапля рифова, Egretta gularis (A)
- Чепура американська, Egretta thula (A)
- Чепура блакитна, Egretta caerulea
- Чепура трибарвна, Egretta tricolor (A)
- Чапля єгипетська, Bubulcus ibis
- Чапля зелена, Butorides virescens
- Чапля мангрова, Butorides striata (A)
- Квак звичайний, Nycticorax nycticorax (A)
- Квак чорногорлий, Nyctanassa violacea

Родина: Ібісові (Threskiornithidae)
- Коровайка бура, Plegadis falcinellus
- Косар рожевий, Platalea ajaja

## Яструбоподібні(Accipitriformes)
Родина: Скопові (Pandionidae)
- Скопа, Pandion haliaetus (A)

Родина: Яструбові (Accipitridae)
- Chondrohierax uncinatus (A)
- Лунь американський, Circus hudsonius
- Buteogallus anthracinus
- Канюк ширококрилий, Buteo platypterus

## Совоподібні(Strigiformes)
Родина: Сипухові (Tytonidae)
- Сипуха крапчаста, Tyto alba (A)

## Сиворакшоподібні(Coraciiformes)
Родина: Рибалочкові (Alcedinidae)
- Рибалочка-чубань північний, Megaceryle alcyon

## Соколоподібні(Falconiformes)
Родина: Соколові (Falconidae)
- Боривітер американський, Falco sparverius (A)
- Підсоколик малий, Falco columbarius (A)
- Сапсан, Falco peregrinus

## Папугоподібні(Psittaciformes)
Родина: Папугові (Psittacidae)
- Амазон королівський, Amazona guildingii (E)

## Горобцеподібні(Passeriformes)
Родина: Тиранові (Tyrannidae)
- Еленія карибська, Elaenia martinica
- Еленія жовточерева, Elaenia flavogaster
- Копетон гренадський, Myiarchus nugator
- Тиран сірий, Tyrannus dominicensis
- Тиран вилохвостий, Tyrannus savana (A)

Родина: Віреонові (Vireonidae)
- Віреон жовтогорлий, Vireo flavifrons (A)
- Віреон червоноокий, Vireo olivaceus
- Віреон чорновусий, Vireo altiloquus

Родина: Ластівкові (Hirundinidae)
- Ластівка берегова, Riparia riparia
- Щурик антильський, Progne dominicensis
- Ластівка сільська, Hirundo rustica
- Ясківка білолоба, Petrochelidon pyrrhonota (A)
- Ясківка печерна, Petrochelidon fulva (A)

Родина: Воловоочкові (Troglodytidae)
- Волоочко співоче, Troglodytes aedon

Родина: Пересмішникові (Mimidae)
- Пересмішник антильський, Allenia fusca (A)
- Пересмішник жовтодзьобий, Margarops fuscatus
- Дигач рудий, Cinclocerthia ruficauda (A)
- Пересмішник сивий, Mimus gilvus

Родина: Дроздові (Turdidae)
- Солітаріо рудогорлий, Myadestes genibarbis
- Дрізд рудий, Turdus fumigatus
- Дрізд голоокий, Turdus nudigenis

Родина: Горобцеві (Passeridae)
- Горобець хатній, Passer domesticus (I)

Родина: В'юркові (Fringillidae)
- Гутурама синьоголова, Chlorophonia musica (A)

Родина: Трупіалові (Icteridae)
- Гоглу, Dolichonyx oryzivorus (A)
- Трупіал балтиморський, Icterus galbula (A)
- Вашер синій, Molothrus bonariensis
- Гракл карибський, Quiscalus lugubris

Родина: Піснярові (Parulidae)
- Смугастоволець оливковий, Seiurus aurocapilla (A)
- Смугастоволець білобровий, Parkesia motacilla (A)
- Смугастоволець річковий, Parkesia noveboracensis (A)
- Пісняр строкатий, Mniotilta varia (A)
- Пісняр жовтий, Protonotaria citrea (A)
- Пісняр-свистун, Catharopeza bishopi (E)
- Болотянка чорногорла, Setophaga citrina (A)
- Пісняр горихвістковий, Setophaga ruticilla (A)
- Пісняр-лісовик рудощокий, Setophaga tigrina (A)
- Пісняр північний, Setophaga americana (A)
- Пісняр-лісовик каштановий, Setophaga castanea (A)
- Пісняр-лісовик золотистий, Setophaga petechia
- Пісняр-лісовик рудобокий, Setophaga pensylvanica (A)
- Пісняр-лісовик білощокий, Setophaga striata (A)
- Пісняр-лісовик сизий, Setophaga caerulescens (A)
- Пісняр-лісовик жовтогузий, Setophaga coronata (A)
- Пісняр-лісовик прерієвий, Setophaga discolor

Родина: Кардиналові (Cardinalidae)
- Піранга пломениста, Piranga rubra (A)
- Піранга кармінова, Piranga olivacea
- Кардинал-довбоніс червоноволий, Pheucticus ludovicianus (A)

Родина: Саякові (Thraupidae)
- Танагра малоантильська, Stilpnia cucullata
- Посвірж короткодзьобий, Sicalis luteola (A)
- Цереба, Coereba flaveola
- Вівсянка-снігурець мала, Loxigilla noctis
- Потрост чорноволий, Melanospiza bicolor
- Зерноїд чорнощокий, Sporophila nigricollis (A)